# Vera Schmiterlöw

Vera Schmiterlöw um 1929 auf einer Fotografie von Alexander Binder

Vera Schmiterlöw (* 19. Juli 1904 in Varberg; † 9. September 1987 in Stockholm) war eine schwedische Schauspielerin.

## Leben
Die Offizierstochter besuchte nach ihrer Schulzeit eine Schauspielschule und erhielt zu Beginn der 1920er-Jahre ein Engagement am Dramaten. Zur selben Zeit begann ihre Filmkarriere. Bereits in ihrem zweiten Film Thomas Graals myndling von Regisseur Gustaf Molander übernahm sie die weibliche Hauptrolle.
Im Jahr 1926 wurde sie nach Deutschland geholt, wo sie in mehreren Stummfilmen mitwirkte. 1930 kehrte sie nach Schweden zurück und beschränkte sich hier weitgehend auf ihre Bühnenlaufbahn. Sie ist die Halbschwester des Künstlers Bertram Schmiterlöw.

## Filmografie
- 1920: Bodekungen
- 1922: Thomas Graals myndling
- 1923: Andersson, Pettersson och Lundström
- 1924: När millionerna rullar…
- 1924: 33.333
- 1925: Styrman Karlssons flammor
- 1926: Mordbrännerskan
- 1926: Die gestohlene Sensation (Hon, han och Andersson)
- 1926: Was ist los im Zirkus Beely?
- 1927: Drottningen av Pellagonien
- 1927: Der Fahnenträger von Sedan
- 1927: Ihr letztes Liebesabenteuer
- 1927: Eine kleine Freundin braucht jeder Mann
- 1927: Am Rüdesheimer Schloß steht eine Linde
- 1928: Frau Sorge
- 1928: Jahrmarkt des Lebens
- 1928: Wenn die Mutter und die Tochter…
- 1928: Mädchenschicksale
- 1929: Bruder Bernhard
- 1929: Wenn der weiße Flieder wieder blüht
- 1929: Der schwarze Domino
- 1929: Wir halten fest und treu zusammen
- 1929: Hrích
- 1929: Die Flucht vor der Liebe
- 1929: Sein bester Freund
- 1929: Alimente
- 1931: Das Schicksal einer schönen Frau (Madame Blaubart)
- 1931: En kvinnas morgondag
- 1934: Unga hjärtan
- 1975: Släpp fångarne loss, det är vår!